# Grand Tour (film)
Grand Tour è un film del 2024 diretto da Miguel Gomes.
Il film è stato presentato in concorso alla 77ª edizione del Festival di Cannes.

## Trama
Nel 1917 a Rangoon, Edward, un funzionario della Birmania coloniale britannica, scappa dalla sua promessa sposa Molly che intende raggiungerlo per sposarlo. Quest'ultima si mette sulle sue tracce in un improvvisato "Grand Tour" dell'Oriente.

## Produzione
Il film, una co-produzione franco-italo-portoghese, è stato girato in 16mm in dei teatri di posa in Italia. Le riprese sono state poi combinate con materiali che Gomes e la sua troupe avevano precedentemente girato in vari Paesi del sud-est asiatico.
Il film è stato prodotto da Uma Pedra no Sapato, Vivo Film, Shellac Sud, Cinéma Defacto e distribuito nelle sale da Lucky Red.

## Promozione
La prima immagine del film è stata diffusa online il 10 marzo 2023, seguita dal primo trailer il 19 aprile 2024.

## Distribuzione
Il film è stato presentato in anteprima il 22 maggio 2024 in concorso al 77º Festival di Cannes e distribuito nelle sale cinematografiche italiane da Lucky Red il 5 dicembre dello stesso anno.

## Accoglienza

### Incassi
Il film ha incassato 896063 $.

### Critica
Su Rotten Tomatoes 62 critici esprimono un gradimento del 90%, su Metacritic il voto medio di 17 critici è di 82/100.
Aldo Spiniello su Sentieri Selvaggi dà al film 4 stelle su 5 e scrive che «Gomes porta a compimento il suo discorso sul cinema come arte della fuga. Un film di spiazzamenti che rimettono in discussione le logiche e le convenzioni del racconto».

## Riconoscimenti
- 2024 - Festival di Cannes[11]
  - Prix de la mise en scène a Miguel Gomes
  - In concorso per la Palma d'oro
- 2025 – Premio Lumière[12]
  - Candidatura per la migliore coproduzione internazionale